# Bigüézal
Bigüézal (Biotzari en euskera) es una localidad española y un concejo de la Comunidad Foral de Navarra perteneciente al municipio del Romanzado, situado en la merindad de Sangüesa, en la comarca de Lumbier y a 45,5 km de la capital de la comunidad, Pamplona. El concejo está situado al noroeste del término de Romanzado y es regado por el barranco Bozorlos, afluente del río Salazar. Monte comunal, 2631 ha (1390 ha de monte maderable, 434 ha de pastos, 15 ha de secano).

## Historia
Aparece ya en la documentación con la grafía de “Biozal” hacia el año 890 con motivo de la cesión de las “cuartas” de su iglesia al monasterio de Santa María de Fuenfría por parte del obispo pamplonés Jimeno. Un “palacio” del propio lugar fue donado por su propietario (1063) a la abadía de Leire. La villa era, sin embargo, de señorío realengo y Sancho VII el Fuerte actualizó por fuero (1195) las cargas de sus pobladores cifrándolas en 4 sueldos de pecha anual por cada casa más la suma global de 15 sueldos en concepto de “cena”. El monarca Enrique I entregó el lugar por permuta (1273) a Pedro Sánchez de Monteagudo. En 1427 poseía sus rentas Gil Martínez de Redín, a cuya descendencia se vinculó el lugar en calidad de baronía.
Hacia mediados del siglo XIX, el lugar tenía una población de 128 habitantes. Aparece descrito en el cuarto volumen del Diccionario geográfico-estadístico-histórico de España y sus posesiones de Ultramar de Pascual Madoz de la siguiente manera:

BIGUEZAL: l. del valle y ayunt. de Romanzado, en la prov., aud. terr. y c. g. de Navarra, par!, jud. de Aoiz, dioc. de Pamplona (9 leg.), arciprestazgo de Lónguida: sit. en una grande altura circuida de montañas, con libre ventilacion y clima sano. Tiene 18 casas, y parr. (Sta. Eulalia), servida por un cura llamado abad. Confina el térm. N. Aspurz (1 leg.); E. Castillonuevo y Navascues (1 1/2); S. montes de San Salvador de Leire (igual dist.), y O. Iso (3/4). En los lím. con este último pueblo, hay una abertura entre dos enormes peñascos, la cual da paso al r. Salazar, cuyo curso de una leg. es un estrecho entre rocas, llamado en el pais Joz de Arbayon; entre dichos peñascos hay un camino que con mucha dificultad transitan las caballerias, y en ellos se encuentran profundas cuevas, las que contribuyen á dar un aspecto imponente y grandioso á estos sitios. El terreno, según puede conocerse, es muy escabroso y bastante estéril. Los montes se hallan poblados de robles, encinas y hayas con buenas yerbas de pasto. prod.: con escasez trigo, cebada y algunas legumbres; sostiene ganado vacuno, lanar y de cerda:  hay caza de varias especies y animales dañinos. pobl. 18 vec., 128 alm. riqueza y contr. con el valle.
(Madoz, 1846, p. 316)

### Edificios históricos
La parroquia de Santa Eulalia es un edificio románico del siglo XII al que se añadieron en época posterior sendas capillas a la altura del tramo del crucero y un pórtico. Las cubiertas están muy reformadas, en los dos tramos de la nave voltean bóvedas de medio cañón con lunetos y en las capillas y cabecera medios cañones, ofreciendo la peculiaridad de que la zona de la cabecera tiene menor altura que el resto del templo. Al exterior protege la portada, de arco apuntado con dos arquivoltas, un pórtico barroco del siglo XVIII. Preside su interior un retablo barroco de la primera mitad del siglo XVIII con imaginería popular de la época; tiene un cuerpo con columnas salomónicas decoradas con festones, y ático entre aletones con estípites.
La ermita de Santa Quiteria es una sencilla construcción de sillarejo en la que se guardan una reja tardogótica de comienzos del siglo XVIII y un retablo barroco de mediados del siglo XVI con imaginería moderna.
En su término se localiza parte de la estación dolménica de Leire-Illón, con los dólmenes de Fuente de la Pila, Faulo, Jorabila, Pieza de Luis, Puente Bigüézal y Puzalo o Corona de Hualde. También dentro de su término se sitúa un yacimiento arqueológico en el abrigo del Padre Areso.

### Arquitectura civil
La estructura urbana está formada por una calle-camino, otras callecitas secundarias y una plaza frente a la iglesia. En las casas se conservan accesos de medio punto y destacan algunos inmuebles barrocos fechados en el siglo XVIII.

## Cultura y festividades
Las fiestas patronales en honor de Santiago se celebran el 25 de julio.